# Томблен
 Тази статия е за града във Франция.  За кантона вижте Томблен (кантон).  
Томблен (на френски: Tomblaine) е град в източна Франция, административен център на кантона Томблен в департамент Мьорт е Мозел на регион Гранд Ест. Населението му е 8898 души (по данни от 1 януари 2016 г.).
Разположен е на 217 m надморска височина в най-източната част на Парижкия басейн, на десния бряг на река Мьорт. Томблен е предградие на разположения на отсрещния бряг на реката град Нанси и се намира на 3 km югоизточно от неговия център. На територията на Томблен се намира стадионът на футболния отбор АС Нанси.